# 130 (число)
130 (Сто три́дцять) — натуральне число між 129 та 131.

## Математика
- щасливе число

## Хімія, фізика, астрономія
- MCG 0-4-130 — одна з назв галактики в сузір'ї Кит
- PK 130-10.1 — інша назва планетарної туманності в сузір'ї Персей
- MCG 9-19-130 — інша назва галактики NGC 3738 в сузір'ї Велика Ведмедиця
- ESO 130-SC5 — інше позначення NGC 4103

## Біологія, медицина, психологія
- В родину дводольних квіткових рослин анонових входить 130 родів
- родина рослин Березові включає в себе 130 видів

## Географія
- Одна з назв міста Гаджиєво — Мурманськ-130
- Висота пагорба Монмартр дорівнює 130 метрів
- Довжина Занґезурського хребта дорівнює 130 км
- Довжина річки Італії Ламбро становить 130 км
- Ширина Оленекської затоки дорівнює 130 км